# Freiheitsbaum (Boston)

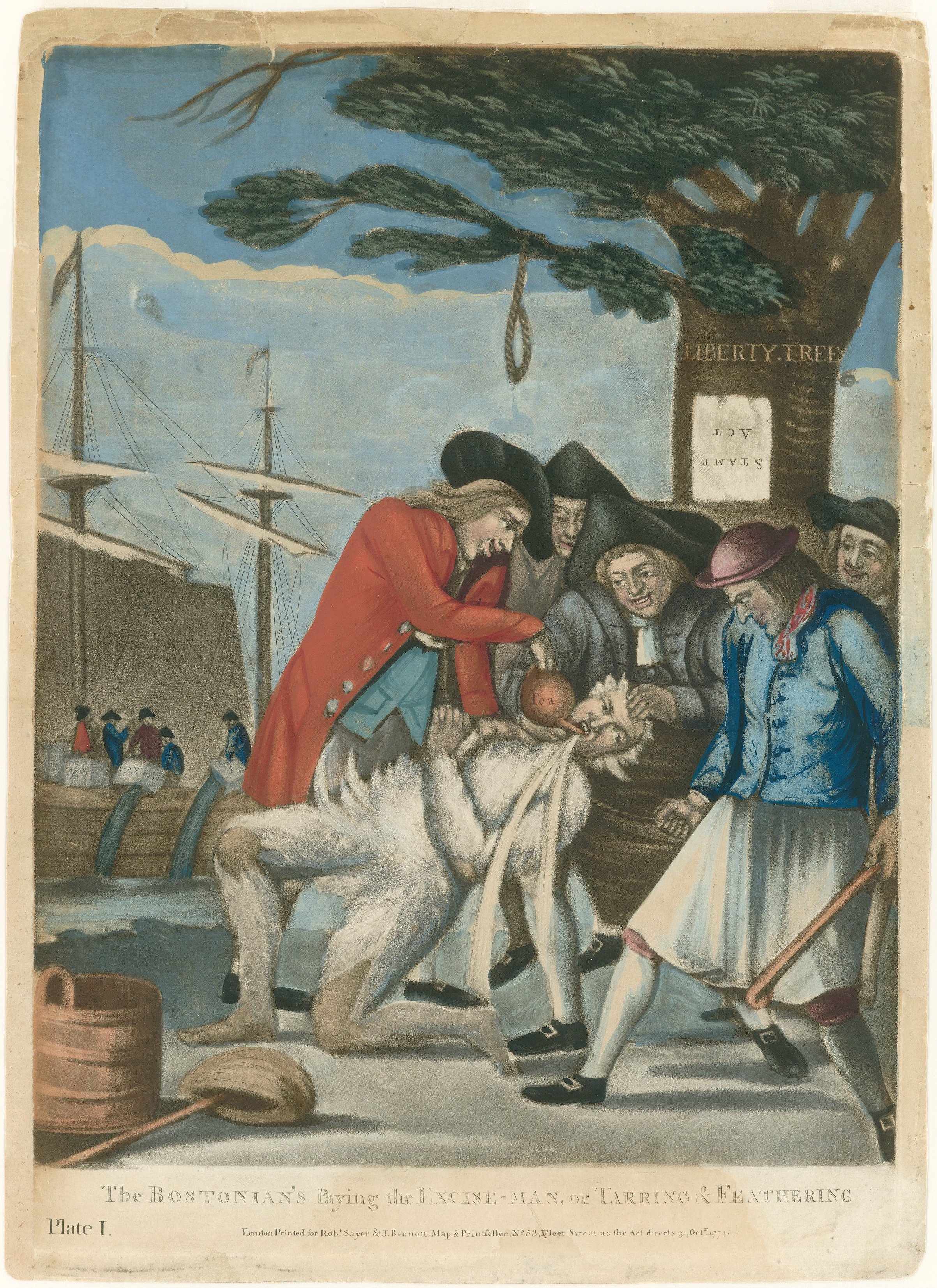
Die Söhne der Freiheit, die einen Steuereintreiber unter dem Freiheitsbaum teeren und federn

Der Freiheitsbaum (1646–1775) war eine berühmte Ulme, die auf dem Gemeindeland von Boston, Province of Massachusetts Bay, in den Tagen vor der Amerikanischen Revolution stand. Der Baum war ein Versammlungspunkt für den wachsenden Widerstand gegen die Herrschaft Englands über die amerikanischen Kolonien. In den Jahren, die darauf folgten, hatte fast jede amerikanische Stadt ihren eigenen Freiheitsbaum – ein lebendes Symbol der Volksunterstützung für individuelle Freiheit und Widerstand gegen Tyrannei.
Im Jahre 1765 zwang die Britische Regierung den amerikanischen Kolonien ein Stempelgesetz auf. Es verlangte, dass alle Gesetzesdokumente, Genehmigungen, Handelsverträge, Zeitungen, Pamphlete und Spielkarten in den amerikanischen Kolonien einen Steuerstempel tragen müssen. Von den Kolonisten wurde das Gesetz als ein Mittel der Zensur oder eine „Wissenssteuer“ auf die Rechte der Kolonisten, frei zu schreiben und zu lesen, betrachtet.
Den Sommer 1765 in Boston prägten militante Bürger, die gegen den Stempelerlass demonstrierten. Am 14. August 1765 versammelte sich in Boston eine Gruppe von Männern, die sich die Söhne der Freiheit nannten, unter einer großen Ulme an der Ecke Essex Street und Orange Street, nahe dem Hanover Square, um gegen den Stempelerlass zu protestieren. Die Söhne der Freiheit schlossen ihren Protest ab, indem sie zwei Steuereintreiber symbolisch hängten. Von diesem Tage an wurde der Baum als  „Freiheitsbaum“ bekannt. Der Baum wurde oft mit Bannern und Laternen geschmückt. Eine Fahnenstange oder ein Pfahl wurde innerhalb der Zweige des Baumes aufgerichtet und wenn ein Banner (für gewöhnlich ein gelbes) erhoben wurde, sollten sich die Söhne der Freiheit treffen.
Als sich die Nachrichten vom Freiheitsbaum über alle Kolonien verbreiteten, bildeten Rebellen in jeder der 13 Kolonien eine Gruppe der Söhne der Freiheit und legten einen großen Baum als Versammlungsort fest. Zu dieser Zeit war es ein gefährliches Unterfangen, eine unautorisierte Versammlung abzuhalten, da dies Gefängnisstrafen oder Tod nach sich ziehen konnte. Das zufällige Erscheinen einer Gruppe, die unter einem Baum plauderte, war viel sicherer.
Andere Städte bestimmten ebenfalls ihre eigenen Freiheitsbäume. Der Freiheitsbaum in Acton, Massachusetts war eine Ulme, die bis ungefähr 1925 überdauerte. Im Jahre 1915, die Ulme begann abzusterben, pflanzten Studenten den Friedensbaum, einen norwegischen Ahorn, der heute noch steht.
In den Jahren vor dem Kriege, gaben die Briten den Freiheitsbaum der Lächerlichkeit preis. Britische Soldaten teerten und federten einen Mann namens Ditson und zwangen ihn vor dem Baum zu marschieren. Während der Belagerung von Boston, um dem letzten Augusttag 1775, fällte eine Gruppe von Loyalisten unter Führung von Job Williams den Baum, wissend, was er für die Kolonisten darstellte und verwendeten den Baum als Feuerholz. Diese Tat machte die Rebellen noch wütender. Da der Widerstand gegen die Briten wuchs, führte man Fahnen, die eine Abbildung des Freiheitsbaumes trugen, um den Geist der Freiheit zu symbolisieren. Diese Fahnen waren später ein allgemeiner Anblick während der Kämpfe im Amerikanischen Unabhängigkeitskrieg.

## Gedenken an den Freiheitsbaum
Viele Jahre lang wurde der Überrest durch die örtlichen Bürger als Bezugspunkt verwendet, ähnlich dem Boston-Stein und wurde als „Freiheitsstumpf“ bekannt. Später errichteten die Bürger in vielen der Kolonien einen Freiheitspfahl im Gedenken an den Freiheitsbaum.
Im Oktober 1966 begann der Boston Herald Artikel zu veröffentlichen, die zeigten, dass das Gedenken an den Standplatz des Freiheitsbaumes eine schmutzige Platte auf einem dreistöckigen Gebäude war, wo sich jetzt die Washington Street und die Boylston Street kreuzen. Reporter Ronald Kessler entdeckte, dass die Platte, ein Block östlich der Parkanlagen von Boston, mit Vogelkot bedeckt war und durch ein Zeichen von Kemp’s Hamburger verschmiert war.
Niemand in der Gegend hatte jemals von der Stelle „an der Amerika geboren wurde“ Notiz genommen. Stadtführer hatten sie nicht erwähnt.
„Der Freiheitsbaum? Das ist ein Roastbeef-Sandwich mit einer Scheibe Bermuda-Zwiebel, russischem Dressing und Kartoffelsalat“, antwortete eine Kellnerin, die schon 20 Jahre in Essex Delicatessen unter der Platte gearbeitet hatte, Kessler, als er fragte, ob sie wisse, was der Freiheitsbaum wäre. Der Freiheitsbaum war ein Spezialsandwich auf dem Delikatessenmenü.
Kessler überzeugte dann den Gouverneur von Massachusetts  John A. Volpe, den Platz zu besuchen. Eine Aufnahme mit Volpe, als er die Platte von einer Feuerwehrleiter aus untersucht, erschien auf Seite eins in der Ausgabe vom 6. Oktober 1966 des Boston Herald.
Volpe versprach, den Platz zu erhalten. Schließlich schuf die Boston Redevelopment Authority ein schöne Flachreliefkopie des Freiheitsbaums aus Bronze und brachte sie auf einer kleinen Plaza an der Boylston Street in der Nähe der Washington Street an. Die Platte trägt die Inschrift „Sons of Liberty, 1766; Independence of the Country, 1776“ (Söhne der Freiheit, 1766; Unabhängigkeit des Landes, 1776).